# Richard Hooker (theoloog)
Richard Hooker (Heavitree, maart 1554 - Bishopsbourne, 3 november 1600) was een anglicaanse priester en theoloog. Hooker kan beschouwd worden als een van de belangrijkste en invloedrijkste Engelse theologen van de 16e eeuw.

## Biografie
Hooker werd geboren rond Pasen in het jaar 1554. Zijn familie was niet van adel, noch rijk. Zijn oom was kamerheer in Exeter. Diezelfde oom regelde bij een bisschop dat Hooker naar het Corpus Christi College van Oxford kon. In 1579 werd Richard priester gewijd door de toenmalige bisschop van Londen.
In 1588 trouwde Hooker met Jean Churchman. Op 3 november 1600 stierf Hooker op 46-jarige leeftijd. Op de anglicaanse kalender is 3 november aan Hooker gewijd.

## Of the Lawes of Ecclesiastical Politie
Het bekendste werk van Richard Hooker is Of the Lawes of Ecclesiastical Politie, bestaande uit in totaal vijf boeken. Het vijfde boek is wellicht niet volledig van zijn hand. In het werk ging hij in tegen de puriteinen en probeerde hij een juiste manier te vinden om de kerk te besturen. Het werk was een van de eerste in het Engels geschreven theologische werken.

### Inhoud
Hooker schreef dat kerkstructuur een zaak is die God onverschillig laat. Kleine verschillen in doctrine maken niet het verschil tussen verdoemenis of redding van de ziel, aldus Hooker. Hij legde de nadruk op de vroomheid van de mensen, iets wat er wél toe doet. Voorts stelde Hooker dat de Bijbel en traditie bepalend zijn voor theologische autoriteit. Autoriteit moet echter wel gegrond zijn in rede en vroomheid.

## Invloed
De nadruk van Hooker op Schrift, traditie en rede heeft niet alleen het anglicanisme, maar ook belangrijke figuren beïnvloed, zoals John Locke, door wie Hooker meerdere malen wordt aangehaald in Two Treatises of Government. In het anglicanisme komen de drie terug in de zogenaamde three-legged stool (driepotige kruk) van drie bronnen van autoriteit: Schrift, traditie en rede. De term heeft te maken met het idee dat elk van deze drie nodig is, want als er één 'poot' wordt weggehaald, valt de 'kruk' om.
Traditioneel wordt Hooker gezien als de ontwerper van het principe via media (middelste weg): het idee dat het anglicanisme de weg bewandelt tussen het Rooms-Katholicisme en het Protestantisme. Tegenwoordig bestaat hier echter discussie over. Een groeiend aantal geleerden vindt dat Hooker gezien kan worden als 'mainstream' reformator (daarmee sterk protestants), die simpelweg stelling koos tegen de extreme positie van de puriteinen.
- Bibsys: 90270024
- Biblioteca Nacional de España: XX885443
- Bibliothèque nationale de France: cb12409299r (data)
- CiNii: DA02157149
- Gemeinsame Normdatei: 11855347X
- International Standard Name Identifier: 0000 0004 5303 6744
- Library of Congress Control Number: n79103616
- Bibliotheek van het Japanse parlement: 00443716
- Nationale Bibliotheek van Tsjechië: skuk0003103
- Nationale bibliotheek van Australië: 35205079
- Nationale Bibliotheek van Israël: 987007274384005171
- Nederlandse Thesaurus van Auteursnamen: 068767242
- Réseau des bibliothèques de Suisse occidentale: 02-A009103199
- Istituto Centrale per il Catalogo Unico: MILV082147
- LIBRIS: 294603
- SNAC: w6tq6m8t
- Système universitaire de documentation: 02793134X
- Trove: 864225
- Virtual International Authority File: 7476431
- WorldCat: E39PBJpYBBHwbhW6PgYCghwwG3